# Beni Mezline
Beni Mezline (în arabă بنى مزلين) este o comună din provincia Guelma, Algeria.
Populația comunei este de 4.883 de locuitori (2008).